# Anthurium rigidifolium
Anthurium rigidifolium är en kallaväxtart som beskrevs av Adolf Engler. Anthurium rigidifolium ingår i släktet Anthurium och familjen kallaväxter. Inga underarter finns listade.